# 長部站
長部站（日语：／ Osabe eki */?）是位於岩手縣陸前高田市氣仙町字水上，東日本旅客鐵道（JR東日本）的大船渡線BRT巴士站。大船渡線氣仙沼站至盛站之間的鐵路服務於2020年4月1日廢止。此巴士站是在BRT化以後才設置，因此不是鐵路車站，此巴士站不會計算在JR東日本車站數目內。
在車站啟用當初，於「JR時間表」和「JTB時間表」中，此站是臨時車站，並以「（臨）」作為標記。

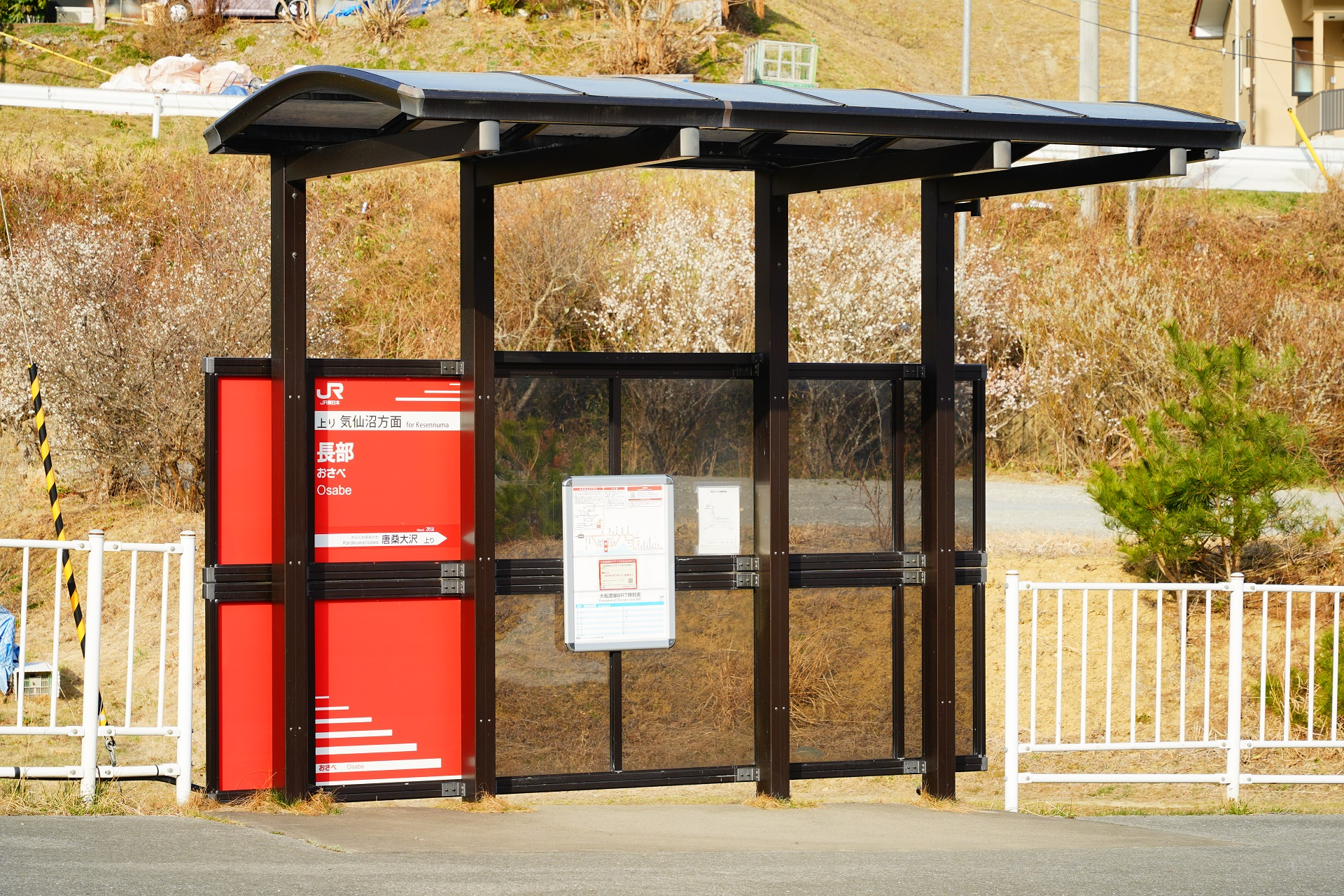
往氣仙沼方向的公車站(2023年4月)

## 歷史
- 2013年（平成25年）3月2日：巴士站啟用[1]。

## 巴士站構造
巴士站位於國道45號上。與岩手縣交通「上雙六」巴士站位於同一位置。盛方向乘車處一方設有候車室。

## 使用狀況
根據「JR東日本」，2019年度（令和元年度）1日平均乘車人次為7人。
| 乘車人次變化       | 乘車人次變化     | 乘車人次變化   |
| 年度               | 1日平均 乘車人次 | 參考資料       |
| ------------------ | ---------------- | -------------- |
| 2013年（平成25年） | 9                | [ 利用客数 2 ] |
| 2014年（平成26年） | 9                | [ 利用客数 3 ] |
| 2015年（平成27年） | 13               | [ 利用客数 4 ] |
| 2016年（平成28年） | 11               | [ 利用客数 5 ] |
| 2017年（平成29年） | 10               | [ 利用客数 6 ] |
| 2018年（平成30年） | 10               | [ 利用客数 7 ] |
| 2019年（令和元年） | 7                | [ 利用客数 1 ] |

## 巴士站周邊
- 國道45號
- 長部簡易郵局
- 三陸自動車道陸前高田長部交匯處（日语：陸前高田長部インターチェンジ）

## 相鄰巴士站
東日本旅客鐵道（JR東日本）
■大船渡線BRT
□快速
唐桑大澤－長部－奇蹟之一本松
■普通
唐桑大澤－長部－陸前今泉

## 注腳

### 使用狀況
1. 1 2  . 東日本旅客鐵道.   [2020-07-19]. （原始内容存档于2021-01-10） （日语）.
2. ↑  . 東日本旅客鐵道.   [2019-02-14]. （原始内容存档于2014-10-06） （日语）.
3. ↑  . 東日本旅客鐵道.   [2019-02-14]. （原始内容存档于2020-10-08） （日语）.
4. ↑  . 東日本旅客鐵道.   [2019-02-14]. （原始内容存档于2020-06-02） （日语）.
5. ↑  . 東日本旅客鐵道.   [2019-02-14]. （原始内容存档于2020-06-02） （日语）.
6. ↑  . 東日本旅客鐵道.   [2018-09-17]. （原始内容存档于2020-08-11） （日语）.
7. ↑  . 東日本旅客鐵道.   [2019-07-24]. （原始内容存档于2020-05-15） （日语）.

## 外部連結
- 車站資訊（長部）：東日本旅客鐵道（日語）